# Eva van Hoboken

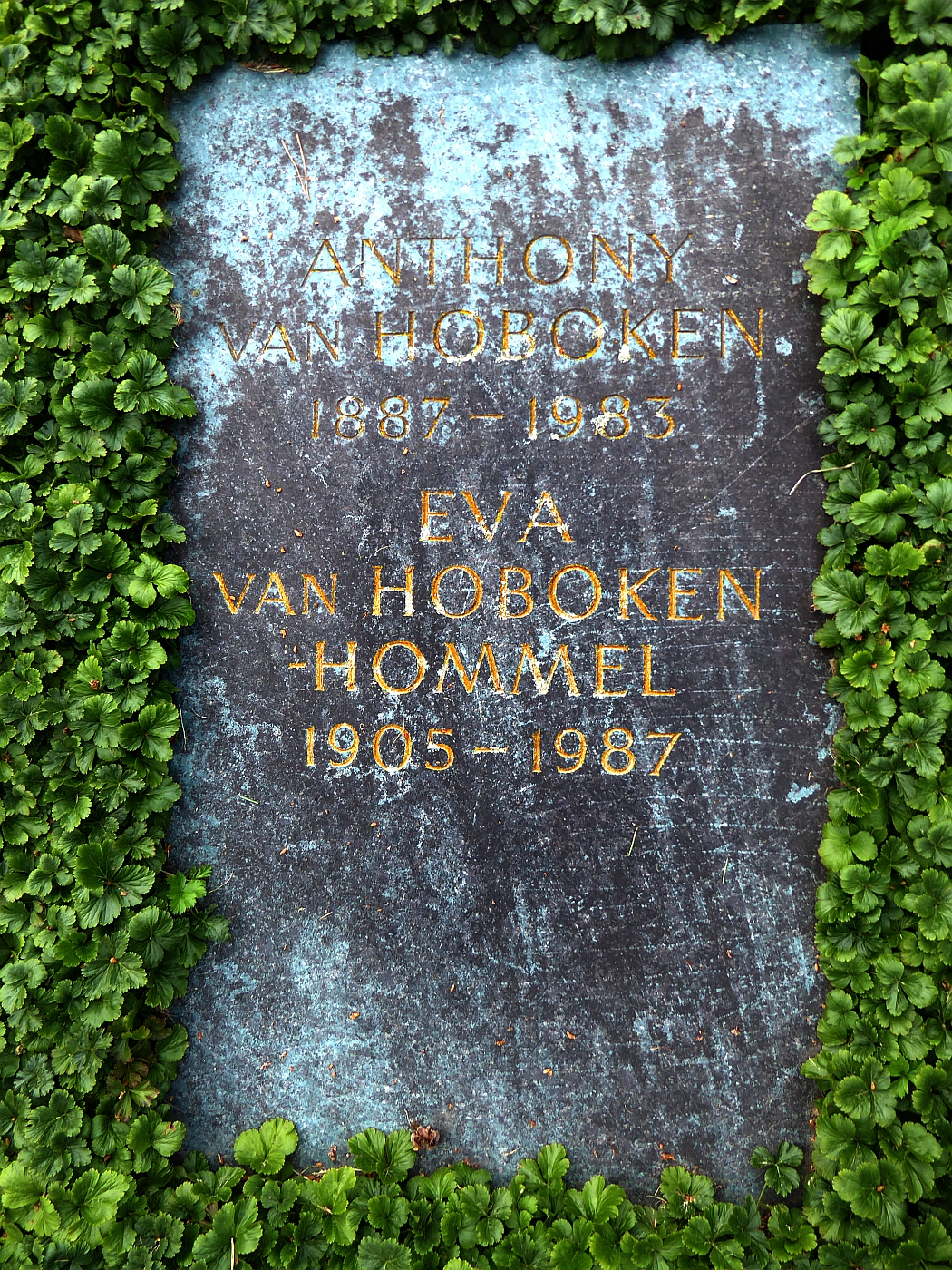
Grab auf dem Friedhof Witikon, Zürich

Eva van Hoboken, geborene Eva Helene Mathilde Wilhelmina Hommel, Künstlername Eva Boy (geboren 28. Juli 1905 in Fiesole (Toskana); gestorben 3. Dezember 1987 in Zürich), war eine deutsche Schriftstellerin.

## Leben
Evas Mutter Carolina (1869–1938) hatte sich von ihrem Mann Georg Schuster-Woldan (1865–1933) und den drei Kindern getrennt und war 1905 zu dem Maler Conrad Hommel in die Toskana gezogen. Eva Hommel wurde nach der Heirat der Eltern in München 1908 legitimiert, gleichwohl zog der Vater bald weiter und Eva wuchs bei der Mutter auf. Conrad Hommels Schwester war die Mutter „Mimi“ von Albert Speer, der im selben Jahr geboren wurde.
Mit achtzehn Jahren wurde „Eva Boy“, wie sie sich jetzt nannte, Ausdruckstänzerin in München, wurde von dem Bildhauer Fritz Koelle modelliert, von dem Maler Benjamin Godron porträtiert (Titelbild der Zeitschrift Jugend, Nr. 2/1928) und fiel 1924 einer neuen Vaterfigur, dem über zwanzig Jahre älteren Lion Feuchtwanger, auf. Als Feuchtwanger und Ehefrau Marta 1925 nach Berlin zogen, zog auch Eva Boy nach Berlin und begann neben dem Tanz unter der Anleitung von Feuchtwanger kleine Feuilletonbeiträge zu schreiben, die sie beim Berliner Tageblatt, Berliner Börsen-Courier, Tempo und der Münchner Illustrierten Presse  unterbringen konnte.
Am 30. März 1933 heirateten Boy und Anthony van Hoboken, der sich zuvor von Annemarie Seidel hatte scheiden lassen. Boy nahm nun auf Dauer den Namen ihres Mannes an und erhielt die niederländische Staatsbürgerschaft. Marta und Lion Feuchtwanger hatten zuvor noch die Verlobungsfeier organisiert. Feuchtwanger war am 8. März 1933 von einer Vortragsreise in den USA nach Europa zurückgekehrt, konnte Deutschland aber nicht mehr betreten, die SA hatte sein Haus in der Mahlerstraße bereits verwüstet. Seine Werke wurden Opfer der Bücherverbrennung, sein Name tauchte im Sommer 1933 in der ersten Ausbürgerungsliste Hitlerdeutschlands auf. Eine literarische Frucht dieser Zeit war Feuchtwangers Roman Die Geschwister Oppermann, in dem „Dr. Gustav Oppermann“ sich die Tänzerin „Sybil Rauch“ erzieht, „ihr Liebhaber und Onkel zugleich“, Hoboken sah sich in der Charakterisierung nicht nur geschmeichelt.
Die Beziehung zu Feuchtwanger – seine „Neue“ wurde in Frankreich Eva Herrmann – wurde nun lockerer, hielt aber als Brieffreundschaft ein Leben lang. Die Feuchtwangers flohen nach Sanary-sur-Mer, die Hobokens übersiedelten nach Wien. Dort wurde am 21. Juni 1937 der Sohn Tony geboren. Nach dem „Anschluss Österreichs“ 1938 verließen sie Großdeutschland und zogen in die Schweiz nach Lausanne. 1940 mussten Lion und Martha Feuchtwanger aus Europa in die USA fliehen. Eva van Hobokens Vater Conrad Hommel wurde ein Porträtmaler der NS-Größen und wurde von Hitler im August 1944 in die Gottbegnadeten-Liste der wichtigsten Künstler aufgenommen.
Hoboken reiste nach dem Krieg zweimal zu Feuchtwanger nach Los Angeles, der im November 1943 die Villa Aurora bezogen hatte, 1946 und 1949. Hoboken versuchte nun ihre eigene Werke zu veröffentlichen, was ihr nur teilweise und unter verlegerischen Anstrengungen gelang. 1953 besucht sie einen Vortrag des Zen-Gelehrten Daisetz Teitaro Suzuki auf einer Eranos-Tagung in Ronco. In der Folge unternahm sie eine Studienreise nach Japan und befasste sich mit dem Zen und ging nun literarisch eigene, von Feuchtwanger unabhängige, Wege.
Der Briefwechsel mit Feuchtwanger ging nach ihrem Tod als Vermächtnis an Eugen Gomringer. Er wurde 1996 kommentiert herausgegeben.

## Schriften
- Der offene Kreis. Die Zenmeister. Schneider, Tutzing 1980, ISBN 3-7952-0318-X
- Textbeitrag in: Das Hoboken-Archiv der Musiksammlung der Österreichischen Nationalbibliothek. Eine Ausstellung zum 90. Geburtstag  von Anthony van Hoboken. Wien 1977
- Daisetz Teitaro Suzuki, Sengai Gibon 1750-1837 ; Ausstellung, 15. Juni – 12. Juli 1964 ; Katalog, Aus d. Orig.-Text übers. v. Eva van Hoboken unter Mitarb. v. Takashi Eto. Österreichisches Museum für angewandte Kunst, Wien 1964
- Herbert Read, Vocal Avowals : Worte sagen aus. Gedichte, englisch und deutsch. Deutsch von Eva van Hoboken. Tschudy, St. Gallen und Stuttgart 1962
- Hans Rudolf Hilty,  Der schwermütige Ladekran : Japanische Lyrik unserer Tage . Übertragen von Shin Aizu. In Verbindung mit Eva van Hoboken ausgewählt und bearbeitet. Tschudy, St. Gallen und Stuttgart 1960
- Die Brücke bewegt sich. Gedichte. Mit Bewegungsübungen aus einer japanischen Schreibschule und einem Nachwort von Eugen Gomringer. Tschudy, St. Gallen 1959
- Manda wartet. Erzählung.  Origo, Zürich 1956
- Die Lanze im Acker. Roman.  Origo, Zürich 1956
- Fünf Wege, Fortsetzungsroman, redaktionell überarbeitet in: Neue Illustrierte, Köln 1953
- Paradies der Wünsche : Ein Moderoman aus Paris, Taurus Verlag, Hamburg 1950
- Unsere harten Zeiten. Roman. Als Fortsetzungsroman, redaktionell überarbeitet, in: Echo der Woche, München 1948